# Wereldbeker schaatsen 2015/2016 - Wereldbeker 4
De Wereldbeker schaatsen 2015/2016 Wereldbeker 4 was vierde wedstrijd van het wereldbekerseizoen en vond plaats van 11 tot en met 13 december 2015 op de ijsbaan Thialf in Heerenveen, Nederland.

## Tijdschema
| Datum                | Tijd (CET) | Onderdeel |
| -------------------- | ---------- | --- |
| Vrijdag 11 december  | 15:55      | 3000 m vrouwen 1e 500 m vrouwen 1e 500 m mannen ploegenachtervolging mannen teamsprint vrouwen teamsprint mannen |
| Zaterdag 12 december | 14:00      | 1000 m vrouwen 5000 m mannen ploegenachtervolging vrouwen 1000 m mannen                                          |
| Zondag 13 december   | 14:00      | 1500 m vrouwen 1500 m mannen 2e 500 m vrouwen 2e 500 m mannen massastart vrouwen massastart mannen               |

## Podia

### Mannen
| Wedstrijd            | Goud                                                     | Tijd    | Zilver                                                        | Tijd    | Brons                                                         | Tijd    |
| 1e 500 m             | Pavel Koelizjnikov Rusland                               | 34,48   | Aleksej Jesin Rusland                                         | 34,65   | Alex Boisvert-Lacroix Canada                                  | 34,78   |
| 2e 500 m             | Roeslan Moerasjov Rusland                                | 34,67   | Alex Boisvert-Lacroix Canada                                  | 34,76   | Espen Aarnes Hvammen Noorwegen                                | 34,86   |
| 1000 m               | Pavel Koelizjnikov Rusland                               | 1.08,16 | Denis Joeskov Rusland                                         | 1.08,59 | Kjeld Nuis Nederland                                          | 1.08,61 |
| 1500 m               | Joey Mantia Verenigde Staten                             | 1.44,26 | Denis Joeskov Rusland                                         | 1.44,38 | Kjeld Nuis Nederland                                          | 1.45,33 |
| 5000 m               | Sven Kramer Nederland                                    | 6.14,99 | Jorrit Bergsma Nederland                                      | 6.16,41 | Bart Swings België                                            | 6.20,80 |
| Massastart           | Arjan Stroetinga Nederland                               | 7.22,37 | Fabio Francolini Italië                                       | 7.22,74 | Lee Seung-hoon Zuid-Korea                                     | 7.23,13 |
| Teamsprint           | Canada Vincent De Haître Gilmore Junio Alexandre St-Jean | 1.19,75 | Rusland Kirill Goloebev Aleksej Jesin Roeslan Moerasjov       | 1.21,27 | Nederland Stefan Groothuis Jesper Hospes Michel Mulder        | 1.21,29 |
| Ploegenachtervolging | Nederland Jorrit Bergsma Jan Blokhuijsen Sven Kramer     | 3.43,77 | Noorwegen Håvard Bøkko Sindre Henriksen Sverre Lunde Pedersen | 3.44,66 | Rusland Sergej Grjaztsov Aleksandr Roemjantsev Danil Sinitsin | 3.46,24 |

### Vrouwen
| Wedstrijd            | Goud                                                   | Tijd    | Zilver                                                       | Tijd    | Brons                                                      | Tijd                  |
| 1e 500 m             | Lee Sang-hwa Zuid-Korea                                | 37,59   | Brittany Bowe Verenigde Staten                               | 37,86   | Heather Richardson-Bergsma Verenigde Staten                | 37,93                 |
| 2e 500 m             | Yu Jing China                                          | 37,84   | Heather Richardson-Bergsma Verenigde Staten                  | 37,87   | Zhang Hong China                                           | 37,90                 |
| 1000 m               | Brittany Bowe Verenigde Staten                         | 1.14,49 | Heather Richardson-Bergsma Verenigde Staten                  | 1.15,33 | Marrit Leenstra Nederland                                  | 1.15,77               |
| 1500 m               | Heather Richardson-Bergsma Verenigde Staten            | 1.55,29 | Brittany Bowe Verenigde Staten                               | 1.55,44 | Marrit Leenstra Nederland                                  | 1.56,12               |
| 3000 m               | Martina Sáblíková Tsjechië                             | 4.03,50 | Annouk van der Weijden Nederland                             | 4.05,39 | Olga Graf Rusland                                          | 4.06,57               |
| Massastart           | Misaki Oshigiri Japan                                  | 8.22,80 | Carien Kleibeuker Nederland                                  | 8.23,23 | Ivanie Blondin Canada                                      | 8.27,96               |
| Teamsprint           | Nederland Margot Boer Floor van den Brandt Janine Smit | 1.29,23 | Rusland Nadezjda Asejeva Olga Fatkoelina Jekaterina Sjichova | 1.29,64 | geen brons uitgereikt                                      | geen brons uitgereikt |
| Ploegenachtervolging | Japan Ayaka Kikuchi Miho Takagi Nana Takagi            | 2.59,58 | Nederland Antoinette de Jong Marrit Leenstra Linda de Vries  | 3.01,26 | Polen Natalia Czerwonka Katarzyna Woźniak Luiza Złotkowska | 3.01,51               |